# 9 meses con Samanta
9 meses con Samanta fue un programa de televisión español dentro del género de docu-reality que se estrenó en el canal de Cuatro. Fue un especial de tres programas emitidos en mayo de 2016 en el que se narró el propio embarazo de la presentadora, Samanta Villar, junto con otras historias de embarazo excepcionales. Estuvo producido por BocaBoca.
Durante el programa Samanta relataba que llevaba más de cuatro años intentando quedarse embarazada, por lo que tuvo que recurrir a la ovodonación. Finalmente tuvo a sus hijos Damià y Violeta con 40 años, relatado en el programa.

## Programas

### Temporada 1
| Programa | Tema                          | Día de emisión | Audiencia         |       |
| -------- | ----------------------------- | -------------- | ----------------- | ----- |
| 1        | Primer trimestre de embarazo  | 4/05/2016      | 1 964 000 (10,7%) | [ 2 ] |
| 2        | Segundo trimestre de embarazo | 11/05/2016     | 1 937 000 (10,4%) | [ 2 ] |
| 3        | Tercer trimestre de embarazo  | 18/05/2016     | 2 238 000 (12,1%) | [ 2 ] |
| Total    |                               |                | 2 046 000 (11%)   | [ 2 ] |